# Calocomus morosus
Calocomus morosus är en skalbaggsart som beskrevs av White 1850. Calocomus morosus ingår i släktet Calocomus och familjen långhorningar. Inga underarter finns listade.